# Veronica longipedicellata
Veronica longipedicellata är en grobladsväxtart som beskrevs av Saeidi. Veronica longipedicellata ingår i släktet veronikor, och familjen grobladsväxter. Inga underarter finns listade i Catalogue of Life.